# Lavochkin Gorbunov Gudkov LaGG-3
Il Lavochkin Gorbunov e Gudkov LaGG-3 (in russo Лавочкин, Горбунов, Гудков ЛаГГ-3) citato anche semplicemente come Lavochkin LaGG-3, era un monomotore da caccia ad ala bassa progettato dall'OKB 301 diretto da Semën Alekseevič Lavočkin e sviluppato in Unione Sovietica negli anni quaranta.
Primo progetto dell'OKB 301 a raggiungere la produzione in massa, il LaGG-3 venne impiegato nella seconda guerra mondiale dalla Sovetskie Voenno-vozdušnye sily (VVS), l'aeronautica militare dell'Unione Sovietica, rimanendo operativo, benché progressivamente rimpiazzato dal più recente Lavochkin La-5, fino alla fine del conflitto.

## Storia del progetto
L'esigenza di disporre di caccia monomotore di nuova generazione spinse le autorità sovietiche ad emettere le specifiche per i propri uffici di progettazione aeronautica (OKB) relative a monoposto capaci di velocità dell'ordine dei 600 km/h e propulsi da motori in linea dell'ordine dei 1 000 CV. La potenza dei motori non era diversa da quella dei radiali della precedente generazione di caccia, quali l'I-16, ma grazie all'aerodinamica molto più favorita dalla configurazione della snella fusoliera, e del muso in particolare, le prestazioni ottenibili erano, almeno in termini di velocità orizzontale e di picchiata, molto superiori.
Il progetto, inizialmente indicato come I-22, era il primo del nuovo OKB (il n°301) alla cui guida venne posto Semën Alekseevič Lavočkin, che aveva come principali collaboratori Vladimir Petrovič Gorbunov, e Mihail Ivanovič Gudkov (per questa ragione sarebbe divenuto LaGG-1 al variare dello standard per l'attribuzione delle sigle intervenuto nel corso del 1940)
Lo sviluppo di tale progetto, portò alla realizzazione del prototipo che volò per la prima volta il 30 marzo del 1939: nonostante le prove in volo avessero evidenziato aspetti critici, in particolare nella scarsa manovrabilità, il velivolo venne comunque avviato alla produzione di serie.
Vennero nel frattempo definite numerose modifiche alla struttura: da un lato si hanno notizie del completamento di un centinaio di esemplari di LaGG-1 mentre altre fonti indicano che queste modifiche sarebbero state apportate anche agli esemplari in costruzione direttamente sulle linee di montaggio.
In ogni caso, in seguito alle variazioni apportate, il velivolo venne così identificato come I-301, per poi acquisire successivamente la denominazione definitiva di LaGG-3. Le consegne ai reparti ne consentirono l'impiego operativo a partire dal 1941.

## Tecnica

### Struttura
Il Lavochkin LaGG-3 era un monoplano monomotore ad ala bassa, la cui struttura era quasi completamente lignea. Le componenti principali erano costruite impiegando pannelli di legno laminato, trattato con lacca alla bachelite. Solamente le superfici di controllo erano metalliche con rivestimento in tela. Il carrello era retrattile, di tipo triciclo posteriore, dotato di ampia carreggiata.
Le ali in legno del LaGG-3 (con superficie in compensato) erano di pianta trapezoidale, con pronunciata rastrematura alle estremità; si presentavano analoghe a quelle dello Yakovlev Yak-1, tuttavia, quelle del Lavochkin erano costruite in due sezioni. Gli impennaggi erano di tipo tradizionale.
La fusoliera, era la stessa del Mikoyan-Gurevich MiG-3 e, nel tronco posteriore, raccordava direttamente la cabina di pilotaggio con la deriva, costituendo (in tal modo) un limite alla visione posteriore del pilota.

### Motore
La propulsione del Lavochkin LaGG-3 era affidata al Klimov M-105P, un motore 12 cilindri a V dotato di compressore volumetrico, in grado di sviluppare circa 780 kW di potenza ed appositamente studiato per consentire l'installazione di un cannone tra le bancate dei cilindri. L'elica era di tipo tripala, metallica, a passo variabile.

### Armamento
Il LaGG-3 era armato con un cannone ShVAK calibro 20 mm, sparante attraverso il mozzo dell'elica e con due mitragliatrici ShKAS calibro 7,62 mm (più tardi sostituite con due Berezin UB da 12,7 mm). In ganci subalari era possibile alloggiare bombe per un peso complessivo massimo di 200 kg oppure fino a 8 razzi RS-82.

## Impiego operativo
Il LaGG-3 era giunto ai reparti della VVS nel 1941 e venne impiegato senza indugio fin dai primi momenti dell'invasione tedesca e, più a nord, contro le forze finlandesi (in quella che venne definita la guerra di continuazione).
Malgrado l'impiego generalizzato, il LaGG-3 non dimostrò particolari capacità di intercettore mentre trovò maggior apprezzamento impiegato nella scorta ai bombardieri, nelle missioni di attacco e nel contrasto ai bombardieri avversari.
Gli aviatori sovietici generalmente non amavano questo aereo. Il pilota Viktor M. Sinaisky ricordava: "Il LaGG-3 era un brutto cliente! Prepararlo per il volo richiedeva più tempo che con altri aerei. Tutti i cilindri dovevano essere sincronizzati: Dio non volesse che variassi la distribuzione del gas!
Ci era severamente proibito toccare i motori! Ma c'erano continui problemi con il suo propulsore raffreddato a liquido: specialmente d'inverno, in quanto non avevamo antigelo. 
Quindi, siccome non potevi tenere il motore in moto per tutta la notte, dovevi versare acqua bollente nel sistema di raffreddamento di prima mattina. Inoltre i piloti non amavano volare su questo aereo, una brutta bestia con un motore M-105 di scarsa potenza. Alla fine ci abituammo, ma anche così subimmo perdite gravi, più pesanti di quelle registrate pilotando gli I-16."
Malgrado i limiti evidenziati, alcuni piloti Sovietici riuscirono ad ottenere lo status di assi, pilotando un LaGG-3. A G.I. Grigor'yev, del 178.IAP, furono attribuite almeno 11 vittorie aeree più due in collaborazione. Ma immagini del suo LaGG-3 "Giallo 6", nel novembre-dicembre 1941, mostrano 15 "stellette" esposte in fusoliera, lasciando intendere che il totale dei suoi abbattimenti fosse probabilmente più alto ancora.

## Utilizzatori
Finlandia
- Suomen ilmavoimat

operò con 3 esemplari catturati.
 Giappone
- Dai-Nippon Teikoku Rikugun Kōkū Hombu

operò con un esemplare catturato solamente per test comparativi.
 Unione Sovietica
- Sovetskie Voenno-vozdušnye sily

## Curiosità
Circa la struttura lignea del LaGG-3, combinata con le sue prestazioni non eccezionali, i piloti sovietici scherzavano sul fatto che piuttosto che essere l'acronimo dei nomi dei progettisti (Lavočkin, Gorbunov, e Gudkov) - "LaGG" derivasse da lakirovanny garantirovanny grob ("bara laccata garantita" - лакированный гарантированный гроб).